# Arzthaftung
Unter Arzthaftung oder ärztlicher Haftpflicht versteht man die Schadensersatzpflicht eines Arztes gegenüber einem Patienten bei schuldhaftem Handeln, welche infolge der Ausübung seiner ärztlichen Tätigkeit entsteht. Ein Vorläufer einer ärztlichen Haftpflicht findet sich bereits im 3. Jahrtausend v. Chr. im Hammurabi-Gesetz.

## Länderberichte
- Deutschland: Arzthaftung (Deutschland)